# Сильва, Себастьян
Себастьян Сильва Ираррасабаль (исп. Sebastián Silva Irarrázabal, 9 апреля 1979, Сантьяго, Чили) — чилийский кинорежиссёр, сценарист, художник и музыкант.

## Биография
Сильва родился 9 апреля 1979 года в Сантьяго, Чили. Он второй из семи братьев.
Закончил Киношколу Чили (1998—2000), изучал английский и анимацию в Университете Макгилла. Выставлял свои живописные работы, выступал с рок-группой CHC, записал несколько альбомов. Пытался работать в Голливуде, организовал ещё две рок-группы, выставлялся в Нью-Йорке. Написал сценарий, по которому потом, вернувшись в Чили, снял свой первый фильм «Эта жизнь меня убивает» (2007); последующие ленты также снимал по собственным сценариям. Несколько лет делил жизнь между Чили и США, в 2010 обосновался в Нью-Йорке.
Открытый гей.

## Фильмография
- 2007: Эта жизнь меня убивает/ La vida me mata (премия Педро Сьенны, Чили)
- 2009: Служанка/ La nana (национальная художественная премия Альтасор, премия фестиваля Сандэнс, номинация на Золотой глобус и Серебряный Ариэль, премия критики на МКФ в Картахене[англ.], премия ФИПРЕССИ на МКФ в Гвадалахаре, номинация на Гран-при МКФ во Фрибуре и др.)
- 2010: Старые коты/ Gatos viejos, вместе с Педро Пейрано (премия Педро Сьенны)
- 2013: Магия, магия / Magic, Magic
- 2013: Кристал Фэйри и волшебный кактус и 2012 / Crystal Fairy & the Magical Cactus and 2012
- 2015: Противный ребёнок / Nasty Baby

## Дискография

### С группой CHC
- 2003 — Bastante real
- 2004 — What it is es lo que es
- 2007 — La cosa

### С группой Yaia
- 2005 — Good Morning

### С группой Los Monos
- 2007 — Somos los que estamos

### С группой Solista
- 2005 — Iwannawin & friends
- 2011 — Brutalidad
- 2013 — Pasaje al más allá